# Tomorrows
『Tomorrows』（トゥモロウズ）は、出口真人による日本の漫画作品。『週刊少年サンデー』（小学館）にて、2009年45号から2010年32号まで連載。全36話。

## あらすじ
10年前、「保育園」と呼ばれた人体実験施設から8人の子供たちが脱走した。そして現在、脱走した子供たちの一人・アンアンは、幸せな日々を送っていた。だがある日、突然「動物の力」が発現してしまう。仲間達と共に人間に戻る方法を自分達の唯一の味方だった博士から教えてもらうためにアンアンは仲間達を探す旅に出る事を決意した。

## 登場人物

### 子供達
アンアン
本作の主人公。番号は01番。オオカミのドルピンガー。
脱走後は首都から遠く離れた町・イエンタウンの養護施設に身を寄せていたが、力に目覚めたのを期に人間に戻るための旅を始める。
優れた嗅覚と頑丈な体に加え、炎への耐性も持つ。岩をも切り裂く爪を武器に戦う。第三段階まで症状が進行すると、髪が伸びて成長した様な姿になり、フウマをも圧倒する力を持つ。
ミンミ
ヒロイン。番号は03番。トカゲのドルピンガー。読書好きな優等生で、将来は小説家になりたいと思っている。
脱走後はアンアンと共に養護施設にいたが、アンアンより1年早く能力に目覚めており、彼の覚醒を知り共に旅に出る。
自分や他人の傷を治癒する再生能力を持つ。ただし自身の体力を消耗するため、能力の連続使用は不可。フウマとの対決の最中に症状が進行し、能力の連続使用が可能になったほか、壁を走り回ったり、周りの風景に溶け込む事ができるようになった。
スゥ
番号は04番。タカのドルピンガー。
右目に傷を持つ隻眼の少年。髪は後ろでまとめて結っている。　
「保育園」に来る前は綺麗な海を見られる町に住んでおり、脱走後も大好きな海を見られる町、ヒガシティーに行くが、2年前から肉体の変化が他よりも進行していたため希望を無くし、海を見ながら死にたいと考えるようになった。しかしアンアン達との再会を期に、元に戻ることを決意する。
仲間達の中で唯一、飛行能力を持ち、翼を使って攻撃も可能。人を乗せて飛ぶ事もできるが、スゥ自身が重みに耐えられないため、せいぜい一人か二人である。
クロ
番号は06番。ハリネズミのドルピンガー。勉強が好きな眼鏡を掛けている少年。
脱走後、スゥと共に行動しており、2年前にモズタウンにて母と再会したが1年後に死別。その頃から敵側にスパイとして潜り込み、人間に戻るための手掛かりを探っていた。アンアン達との再会を期に組織を裏切り一行に加わる。自分の所持金を一行の衣服代や食費に使われる、チィの入ったリュックを持たされるなど、損な役回りが多い。
体から針を飛ばして攻撃できる。
チィ
番号は07番。ウサギのドルピンガー。そばかすがある少年。
脱走後、シバビレッジに定住するが、変化の進行によりウサギの姿そのものになってしまっている（ただし理性は保っている）。学校のウサギ達をさらって一緒に暮らしていたが、「人間に戻りたい」という本心をアンアンに言い当てられ、共に元に戻る方法を探すことにする。人前での行動が制限されているため、旅の最中は大型のリュックサックに入っている。
危険察知能力と脚力が高い。
フウマ
番号は02番。トラのドルピンガー。
保育園時代は優しい性格の少年だったが、脱走してからの10年の間周囲から蔑まされていたため、ドルピンガーの力ですべてを支配しようという考えを抱くようになってしまった。
自分を軽蔑してきたビビアンイーストタウンの人達を大量に殺し、町も破壊して、さらにはかつての仲間達も平気で傷つけるようになってしまった。
拳法の心得があり、同じく戦闘能力に長けたアンアンを遥かに凌駕する力を持つ。
シン
番号は05番。ヘビのドルピンガー。
オットの姉。よく花を摘み、自身も花の形をした髪飾りをしている。
脱走する前からフウマとは特に仲が良く、特別な関係だった模様。脱走後もフウマと共にいたが、オットを探すため、何も言わずに姿を消してしまう。
人の身体を溶かす液を吐き出す事ができる。
オット
番号は08番。サイのドルピンガー。
シンの弟。大柄だが、お菓子が大好きな温厚な少年。
かなり症状が進行しており、毎晩理性を失い暴れてしまう。
窓ガラスを素手で叩き割るほどの怪力を持つ。

### 敵
樋村（ひむら）
「保育園」にいた人物の一人。現在は、アンアン達を捕獲するために活動している。最初にアンアンとミンミを襲撃した際は、カマキリのドルピンガーを連れていた。
嵐山（あらしやま）、光樹（こうき）
それぞれ、ヒグマとハゲタカのドルピンガー。元死刑囚。アンアン達に敗れる。
緑（みどり）
蛾のドルピンガーで、蛾を操る。
また、ナイルワニのドルピンガーを複数名従えている。

### その他
博士
「保育園」にいた科学者の一人。アンアン達の唯一の味方だった。
自分のした事を深く悔い、アンアンたちを逃がしたが、自分は足を撃たれて捕まってしまう。その後は車椅子暮らしになりなおもドルピンガーの研究をさせられていたが、アンアン達のために、彼らの体内のドルプの細胞を破壊し人間に戻す薬の研究をしていた。
フミカ
潜伏生活を続けていたスゥに唯一懐いていた少女。あまり外に出ることのできないスゥに僅かばかりの食糧を運びつつづけていた。
樋村に人質にとられるが、アンアン達により救助される。そして旅立つスゥに、自分のリボンを預けた。
ハル
博士の孫娘。博士と同じ研究をしている。

## 用語
ドルピンガー
「保育園」の人体改造などにより動物の力を得た人間のこと。本来は戦争用の生物兵器として利用されるはずだった。
症状の進行段階は第一段階から第三段階まであり、第三段階に至ると、人間と動物、お互いの長所が調和して生物兵器としての力を最大限発揮できる。